# Eustorg de Beaulieu
Pour les articles homonymes, voir Beaulieu.
Eustorg [Hector] de Beaulieu, né vers 1495 et mort le 8 janvier 1552, est un poète, compositeur et pasteur français actif notamment à Lyon, à Lausanne et à Bâle dans la première moitié du XVIe siècle.

## Biographie
La vie d'Eustorg de Beaulieu est mal connue, il tombe dans un oubli profond pendant de longues annéesavant de subir un regain d'intérêt au XIXe siècle. Son premier biographe important est Guillaume Colletet (1596-1659) . 
Eustorg de Beaulieu, le septième et dernier enfant de Raymond seigneur de Beaulieu et Jeanne de Bosredon est né à Beaulieu-sur-Ménoire (actuellement Beaulieu-sur-Dordogne) en Bas-Limousin, vers 1495. Il est d'abord organiste à la cathédrale de Lectoure en 1522, puis séjourne à Tulle dès 1523, époque à laquelle il endosse la prêtrise. Il y intègre la confrérie de Basoche, et enseigne la musique afin d'assurer sa subsistance. Un procès qu’il poursuit à l’occasion d’un héritage familial en 1529 le met en contact avec Bernard de Lahet, conseiller du roi au parlement de Bordeaux et protecteur de Clément Janequin.
De Beaulieu se déplace à Lyon vers 1536 (il joue entre autres du luth, de l'épinette et du manicorde), peut-être à la suggestion de Charles d’Estaing, protonotaire du Saint-Siège apostolique et chanoine-comte de la cathédrale Saint-Jean. Il entre au service de Pomponne de Trivulce [Pomponio Trivulzio], gouverneur de Lyon, rencontre le lieutenant-général Jean du Peyrat, le notable florentin Antoine de Gondi, son épouse Catherine de Pierrevive et devient maître de musique de leur fille Hélène. Il s’introduit dans la vie littéraire et musicale de la ville, très florissante à cette époque et se lie avec des artistes influents de l’époque, tels le poète Maurice Scève, le peintre Jehan Perréal et le compositeur Francesco di Layolle. Il éprouve une admiration particulière pour Clément Marot, s’adresse à lui à plusieurs reprises dans ses œuvres jusqu’en 1546, et contribue avec six blasons à la collection des Blasons anatomiques du corps féminin élaborée par Marot et sa mouvance (Paris, 1543).
C’est à la fin de cette période lyonnaise qu'Eustorg de Beaulieu publie ses Divers rapportz en 1537, qui contiennent plusieurs pièces dédicacées aux notables susdits. Ses fréquentations l’amènent aussi à connaître la mouvance évangélique, rencontrant Marguerite de Navarre (1492-1549) et son secrétaire Antoine Du Moulin. Subissant l’influence de ce cercle, il se convertit finalement au protestantisme.
De Beaulieu part à Genève à la fin avril 1537 et se déplace rapidement vers Lausanne où il suit un cursus de théologie. Le consistoire de Berne (qui gérait alors les affaires de Lausanne) l’envoie le 12 mai 1540 à Thierrens et à Moudon pour y exercer la charge de pasteur. Il se marie quelques mois plus tard avec une orpheline genevoise, Rolette, mais elle le quitte peu après sous prétexte qu’il est homosexuel. Un second mariage avec Madeleine Massandt, pas plus heureux, intervient encore, puis il abandonne sa charge de pasteur. Il se déplace encore à Bienne pour un an, puis à Bâle, où il s’inscrit à l’université en 1548. Là, il a été protégé par le recteur Boniface Amerbach, grand amateur de musique, et devient précepteur de son fils Basile.

## Œuvres

### Œuvres littéraires et spirituelles

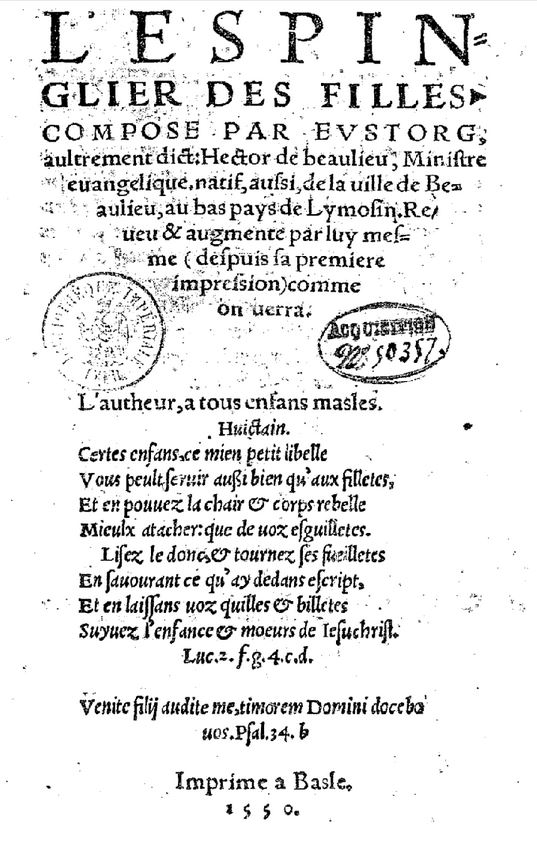
L'Espinglier des filles (Bâle, 1550).

- Eustorg de Beaulieu, Le Mirouer et exemple moral des enfans ingratz pour lesquelz les pères et mères se destruysent pour les augmenter qui en la fin descongnoissent, Paris, Alain Lotrian et Denis Janot, s.d., Sign. A. H 75 p. : car. goth., fig. au titre et fig., marque typogr. de Denis Janot à la fin ; in-4 à 2 col.

À la fin : Cy finist le mistère du crapault... imprimé à Paris par Alain Lotrian et Denis Janot,.... - Denis Janot imprimait entre 1529 et 1545. La marque employée ici se retrouve sur un volume daté de 1529 [cf. P. Renouard, "Les marques typographiques parisiennes]. L'abbé Mercier de Saint-Léger attribue cette œuvre à Eustorg de Beaulieu. lire en ligne sur Gallica
- Eustorg de Beaulieu, Les Divers rapportz, contenantz plusieurs rondeaulx, huictains, dixains, ballades, chansons, épistres, blasons, épitaphes, et aultres joyeusetez, Paris, Alain Lotrian, 1540, Sign. A.-L. : fig. sur bois ; in-8

Notice n°40004  sur USTC.
Réédité en 1544 : Notice n°40314  sur USTC, lire en ligne sur Gallica.
- Eustorg de Beaulieu, L'Espinglier des filles, composé par Eustorg, aultrement dict Hector de Beaulieu : Reveu et augmenté par luy mesme, depuis sa première impression, comme on verra, Basle, s.n., 1550, 8 ff. non ch. ; in-8

Notice n°29659  sur USTC, lire en ligne sur Gallica.
- Eustorg de Beaulieu, La Doctrine et instruction des filles chrestiennes, désirans vivre selon la parole de Dieu, par Hector de Beaulieu. : Avec la repentance de l'homme pécheur, Lyon, J. Saugrain, 1565, In-8° , 27 p.

Notice n°16688  sur USTC.
- Eustorg de Beaulieu, Histoire de l'enfant ingrat, mirouer et exemple moral des mauvais enfans envers leurs Pères et Mères, contenant encore comme les Pères et Mères se destruisent le plus souvent pour l'avancement de leurs enfans qui souventefois se descognoissent. : Le tout par personnages, Lyon, B. Rigaud, 1589, In-18, 94 ff.

Notice n°20332  sur USTC. L'attribution à Eustorg de Beaulieu doit être justifiée.
- Eustorg de Beaulieu, Les Gestes des solliciteurs où les lisans pourront cognoistre qu’est ce de solliciteur estre et qui sont leurs reformateurs, Bordeaux, J. Guyart, 1529, 4°, 10 f.

Notice n°10395  sur USTC.
Suivi d’une deuxième édition en 1530 chez le même éditeur : Notice n°10445  sur USTC) et d’une troisième à Bordeaux en 1537 (Notice n°57786  sur USTC).
Ce poème a été repris pour être inséré dans les Divers rapportz de 1537. Édition par Hélène J. Harvitt (d'après Les divers Rapportz de 1537) dans : « Les Gestes des solliciteurs : a 16th century metrical account of the abuses of law courts », Romanic review 2/3 (1911), p. 304-319. Existe aussi en tiré-à-part.
- Eustorg de Beaulieu, S’ensuyt le Pater et Ave des solliciteurs de proces surnommez batteurs de pavé de credit souvent repoulsez, S.l., s.d., 8°, 4 f..

« BNF, Département des manuscrits, ms.Rothschild 520 », Notice n°38736  sur USTC (attribué à l'imprimeur lyonnais Jacques Moderne).
Ce poème a été repris pour être inséré dans les Divers rapportz de 1537.
- Eustorg de Beaulieu, Chrestienne resjouyssance composée par Eustorg de Beaulieu, jadis prestre, musicien et organiste en la faulce église papistique, et despuis ministre evangelique en la vraye Eglise, Genève, Jean Girard, 1546, 8°, XVI-229-X p.

GLN 15-16 n° 1450, Notice n°29595  sur USTC. L’ouvrage compte 160 chansons spirituelles, plutôt dirigées contre l’église catholique, ses rites et sa hiérarchie. 121 des chansons sont adaptées à des timbres (airs ou chansons connues). La seconde partie de l’ouvrage contient des pièces diverses (Joyeusetez chrestiennes, l’épitaphe de P. de Cornibus, le dieu gard de la ville de Genève, le Blason spirituel du corps de N.S.J.C., la Generalle croisade, des anagrammes, des épîtres, etc.).
- Eustorg de Beaulieu, Le Souverain blason d’honneur à la louange du tres digne corps de Jesus Christ : Reveu despuis et augmenté, Bâle, ca 1550, 8°, 14 f..

Notice n°40433  sur USTC.

### Œuvres musicales

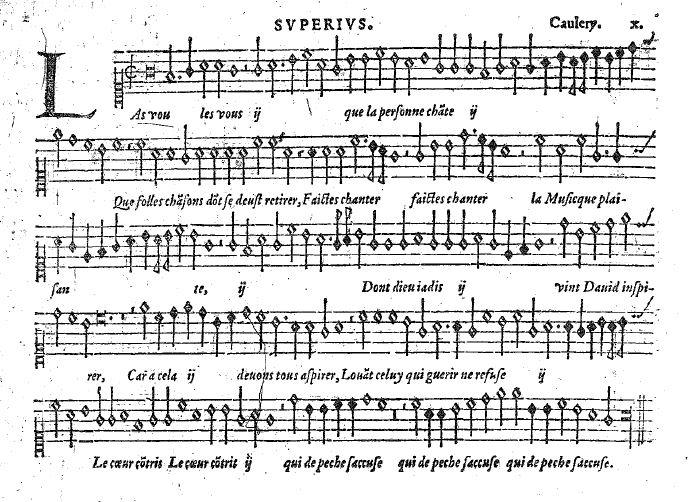
Un texte d'Eustorg de Beaulieu (Chrestienne resjouyssance) mis en musique par Jean de Caulery (Anvers, 1556).

- Les Divers rapportz de 1537 contiennent le texte de 12 chansons que Beaulieu déclare avoir mises en musique à trois ou quatre voix, mais seules trois ont été retrouvées : Bon jour, bon an et bonne estraine, Mondain séjour j'ay perdu ta présence, Voicy le non temps que chascun s'apreste[14].
- Deux autres textes des Divers rapportz (Esveillez-vous, et En espérant j'endure) seront mis en musique par Jean Caulery et publiés dans deux volumes par l’imprimeur Pierre Phalèse à Louvain en 1552[15].
- Fin août 1540 à Thierrens, Eustorg de Beaulieu déclare terminer l’écriture de psaumes qu’il souhaite faire imprimer à Berne par Mathias Apiarius[16] mais ceux-ci n’ont semble-t-il jamais été imprimés.
- Dans la Chrestienne resjouyssance de 1546, Beaulieu déclare avoir composé la musique à 3 et 4 voix des 39 chansons qui ne portent pas de timbre, et vouloir la publier avec des motets latins, mais cette édition n’a pas paru. Cependant, quatre textes extraits de ce recueil sont mis en musique par Jean Caulery et publiés à Anvers en 1556 par Hubert Waelrant et Jean de Laet[17].